# Хойт, Ванета
Ванета Этель Хойт (англ. Waneta Ethel Hoyt; 13 мая 1946 — 13 августа 1998) — американская серийная убийца.

## Общие сведения
В 1995 году созналась и была признана виновной в убийстве пятерых собственных детей, за что приговорена к тюремному заключению сроком от 75 лет до пожизненного. Убийства совершались путём удушения, в качестве мотива Хойт назвала желание заставить кричащих детей замолчать. Умерла она в тюрьме в 1998 году от рака.

## Расследование дела Хойт
Странные смерти детей в 1985 году привлекли внимание прокурора, который затем поднимался по служебной лестнице и в 1992—1994 годах смог дать делу ход. Во время суда над Хойт её признание, сделанное полицейским в неформальной обстановке, было поставлено защитой под сомнение, а сама подсудимая отказалась от него. Высказывалось также мнение, что женщина страдала «синдромом Мюнхгаузена по доверенности», существование которого признают не все медики. Если при чистом синдроме Мюнхгаузена человек симулирует симптомы болезней у себя, то «доверенность» в данном случае означает создание таковых опекуном у опекаемого, например, когда мать намеренно причиняет вред детям для привлечения внимания или по иным причинам.

## Дело Хойт и СВДС
Смерти детей Хойт списывались на синдром внезапной детской смерти, о двоих из них даже была написана противоречивая медицинская статья. В итоге «случаи СВДС» оказались убийствами.
Приёмный ребёнок Хойт к моменту её ареста достиг возраста 17 лет и выжил.